# Prassilla
Prassilla di Sicione (in greco antico: Πράξιλλα?, Pràxilla; Sicione, 450 a.C. – ...) è stata una poetessa lirica greca antica vissuta nel V secolo a.C. e contemporanea di Telesilla. Antipatro di Tessalonica la pone al primo posto nel suo canone delle nove poetesse immortali.

## Biografia
Nata a Sicione Prassilla fu notissima ai suoi tempi: lo proverebbe il fatto che Aristofane abbia parodiato suoi versi sia in Vespe che in Donne alle Tesmoforie, sicché non solo egli conosceva il suo lavoro, ma la sua parodia implica che si aspettava che il pubblico ateniese lo riconoscesse come poesia ben nota. In seguito Lisippo ne fece una statua bronzea e, nel I secolo a.C., Antipatro di Tessalonica la mise al primo posto nel suo canone delle nove donne "immortali per la lingua".

## Opere
Secondo Ateneo di Naucrati fu famosa come compositrice di scoli (piccoli poemi lirici), considerati di fattura simile a quelli di Alceo ed Anacreonte. Avrebbe scritto anche ditirambi ed inni, basati principalmente su soggetti mistici e mitologici, come genealogie e storie d'amore di dei ed eroi. Dai frammenti appare una buona maestria e una versatilità non comune in più generi lirici, riscontrabile anche dal fatto che si dice che Prassilla inventò un metro, da lei detto "prassilleo".
Ne sopravvivono solo otto brevi frammenti, tra i quali un verso di un ditirambo su Achille, due frammenti di tipo proverbiale e tre versi di un Inno ad Adone:
δεύτερον ἄστρα φαεινὰ σεληναίης τε πρόσωπον

ἠδὲ καὶ ὡραίους σικύους καὶ μῆλα καὶ ὄγχνας·»
poi gli astri lucenti e di Selene il volto

e poi i fichi maturi e i pomi e le pere.»
(PMG 747 - trad. A. D'Andria)
Inoltre, due versi di un suo scolio sono stati ritrovati su un vaso:
(D.A. Campbell, Greek Lyric, Cambridge 1992, vol. IV, p. 380 - trad. A. D'Andria)